# Clem
Клема́н Деспла́нш (фр. Clément Desplanches, род. 8 апреля 2002 года, Ницца, Франция), более известный под своим никнеймом Clem, — французский профессиональный игрок в StarCraft II, играющий за расу терранов и выступающий за команду Team Liquid с 2020 года. Чемпион и призёр нескольких этапов DreamHack Mastres Europe. По состоянию на 2025 год, за свою карьеру Clem заработал более 831 307 долларов призовых.

## Биография
Клеман живёт в Ницце, Франция. В StarCraft II он начал играть в возрасте 10 лет по наводке отца. В 11 лет он вошёл в мастер-лигу (высший внутриигровой ранг, не считая грандмастер-лиги, в которую входят 200 лучших игроков мастер-лиги). Отец начал водить сына на оффлайн-соревнования, после чего Clem вступил в свою первую киберспортивную команду Punchline ESC.
В 2016 году, в возрасте 14 лет, Clem прошёл квалификацию на турнир WCS, однако не смог принять в нём участие из-за возраста, и слот в результате получил Дмитрий «Happy» Костин. В этом же году он вступил в команду Dead Pixels. Через два года, когда Клеману исполнилось 16 лет, отец отвёз его на WCS Austin 2018, на котором Clem дошёл до третьей групповой стадии и заработал 1250$. В следующем году он принял участие в NationWars 2019.
В феврале 2020 года Clem вступил в команду Team Liquid. В том же году он занял третье место на европейском турнире DreamHack Masters Summer, проиграв Йооне «Serral» Сотале в верхней сетке со счётом 2:3 и Риккардо «Reynor» Ромити в нижней со счётом 1:3. Далее Clem занял второе место на осеннем DreamHack Masters Europe, чем заработал путевку на финалы сезона и занял там 3—4 место.
В осеннем сезоне ESL Pro Tour он дошёл до Ro4 финального турнира сезона, в котором снова проиграл Reynor. Из европейского турнира DreamHack зимнего сезона ESL он вышел победителем, обыграв в нижней сетке Serral со счётом 3:1, а затем Reynor со счётом 4:2.
В 2021 году Клеман занял 3—4 место на финалах DH SC2 Masters 2020: Last Chance в январе 2021. Летом этого года он стал чемпионом DH SC2 Masters Summer, отдав за весь турнир всего 4 карты.

## Стиль игры
Своим кумиром Клеман называет корейского киберспортсмена Ли «MarineKing» Чан Хуна.

## Достижения
- DH SC2 Masters 2020 Summer: Europe (3 место)[6]
- DH SC2 Masters 2020 Fall: Europe (2 место)
- DH SC2 Masters 2020 Fall: Season Finals (3—4 место)[8]
- King of Battles: KB International Championship (3—4 место)
- DH SC2 Masters 2020 Winter: Europe (1 место)[9]
- DH SC2 Masters 2020 Winter: Season Finals (3—4 место)
- DH SC2 Masters 2020: Last Chance 2021 (3—4 место)
- DH SC2 Masters 2021 Summer: Europe (1 место)
- DH SC2 Masters 2021 Fall: Europe (1 место)
- DH SC2 Masters 2021 Winter: Europe (2 место)
- DH SC2 Masters 2021 Winter: Season Finals (3—4 место)
- DH SC2 Masters 2022 Valencia: Europe (1 место)
- Esports World Cup 2024 (1 место)[10]